# 伊薩基島
伊萨基岛（羅馬化：Ithaki，[iˈθaci]），古称伊塔刻岛（羅馬化：Ithakē，[i.tʰá.kɛː]），按英語音譯為伊薩卡島（英語：Ithaca），是希腊伊奥尼亚群岛中的岛屿。面积为96平方公里，2021年人口数量为2,862人。
伊萨基岛在荷马时代已经闻名，据说是荷马史诗中的英雄奥德修斯的故乡。早在新石器时代（公元前4000－3000年）伊萨基岛已经有人居住，而迈锡尼文化时代（公元前1500－1100年）该岛已经开始繁荣。荷马史诗奥德赛讲述的正是奥德修斯在特洛伊战争后返回家乡伊萨基的故事。但德国考古学家威廉·德普费尔德认为《奥德赛》中的伊萨基岛是现在的萊夫卡斯島。